# يو إف سي في 2004
كان عام 2004 هو العام الثاني عشر في تاريخ بطولة القتال النهائي (يو إف سي)، وهي عبارة عن ترويج لفنون القتال المختلطة مقره الولايات المتحدة. في عام 2004، عقدت يو إف سي 5 أحداث بدءاً من يو إف سي 46: خارق للعادة.

## قائمة الأحداث
| #   | الحدث                      | التاريخ        | المكان                     | الموقع                                     | الحضور |
| --- | -------------------------- | -------------- | -------------------------- | ------------------------------------------ | ------ |
| 055 | يو إف سي 50: حرب 2004      | 22 أكتوبر 2004 | قاعة بوردووك               | أتلانتيك سيتي، نيو جيرسي، الولايات المتحدة | 9٬000  |
| 054 | يو إف سي 49: عمل غير منتهي | 21 أغسطس 2004  | إم جي إم جراند جاردن أرينا | لاس فيغاس، نيفادا، الولايات المتحدة        | 12٬100 |
| 053 | يو إف سي 48: الاسترداد     | 19 يونيو 2004  | ميشيلوب ألترا أرينا        | لاس فيغاس، نيفادا، الولايات المتحدة        | 10٬000 |
| 052 | يو إف سي 47: انها فوق!     | 2 أبريل 2004   | ميشيلوب ألترا أرينا        | لاس فيغاس، نيفادا، الولايات المتحدة        | 11٬437 |
| 051 | يو إف سي 46: خارق للعادة   | 31 يناير 2004  | ميشيلوب ألترا أرينا        | لاس فيغاس، نيفادا، الولايات المتحدة        | 10٬700 |